# Districtes i barris de Tarragona

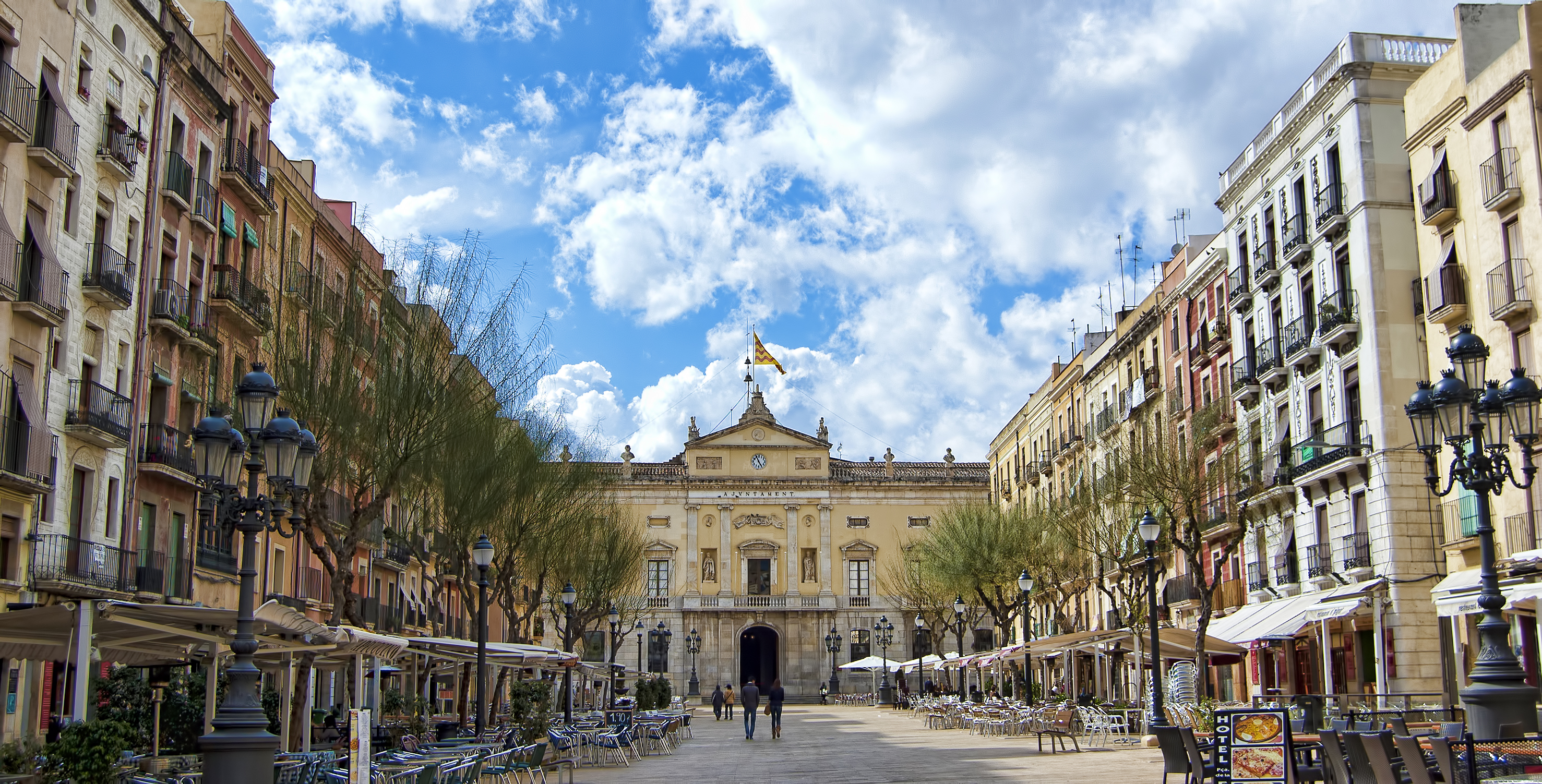
L'Ajuntament de Tarragona

El municipi de Tarragona, segons l'Institut d'Estadística de Catalunya, es compon de 15 entitats de població. No obstant això, l'Ajuntament de Tarragona el divideix en 11 «zones», que modifiquen la classificació anterior, i s'agrupen, al seu torn, en 5 districtes.

## Entitats de població

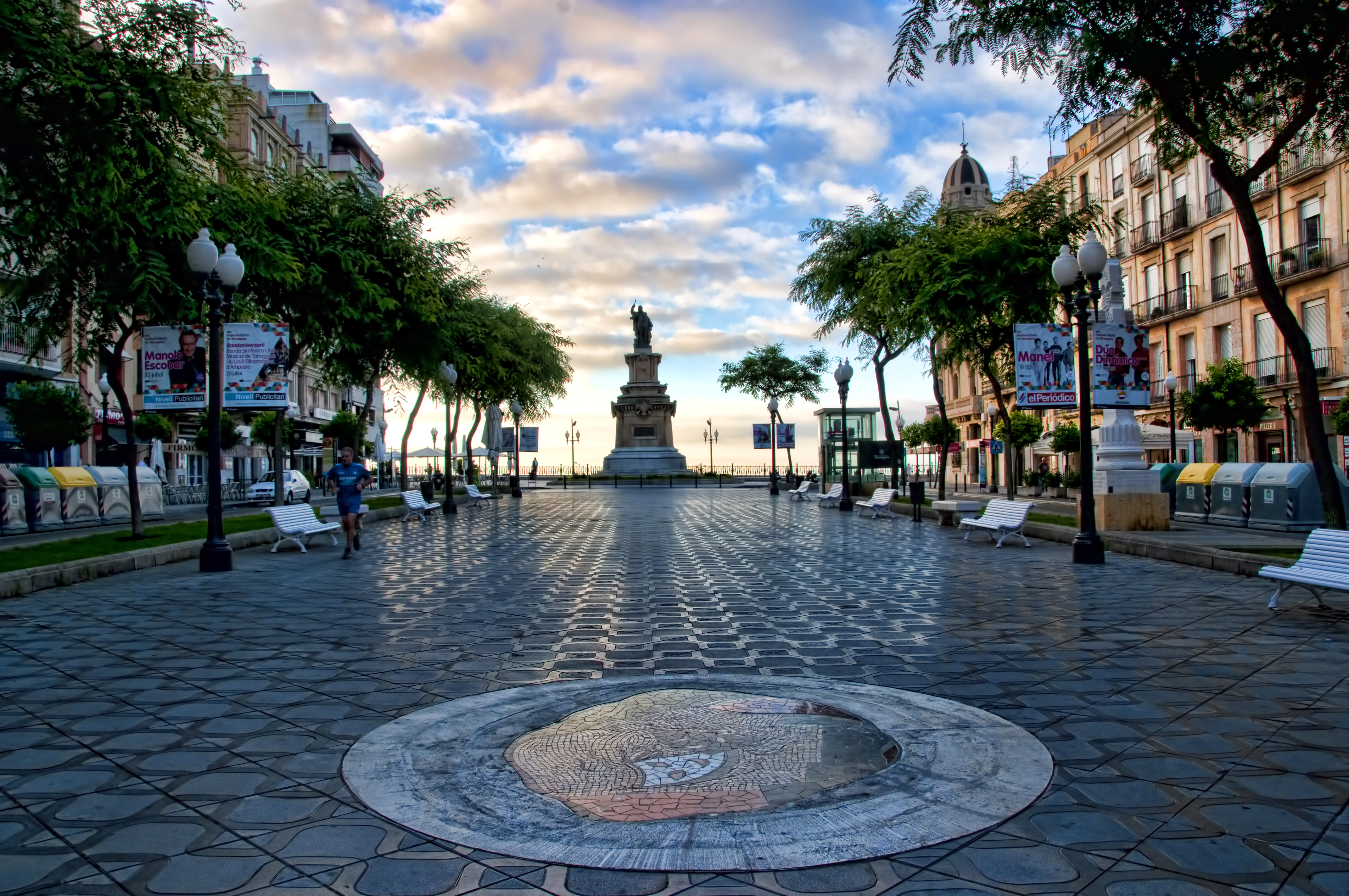
La Rambla Nova de Tarragona, l'eix vertebrador de l'Eixample.

Segons les dades de l'Institut d'Estadística de Catalunya, les entitats de població que conformen el municipi de Tarragona són:
| Entitat de població         | Habitants (2023) |
| Ciutat de Tarragona         | 67.618           |
| Torreforta                  | 22.655           |
| Sant Pere i Sant Pau        | 16.694           |
| Bonavista                   | 9.206            |
| Sant Salvador               | 7.485            |
| l'Arrabassada i la Savinosa | 4.421            |
| els Montgons                | 2.594            |
| Monnars                     | 2.019            |
| Tamarit                     | 1.883            |
| la Campsa                   | 1.592            |
| els Boscos de Tarragona     | 1.193            |
| Cala Romana                 | 905              |
| Ferran                      | 164              |
| l'Oliva                     | 102              |
| les Pinedes                 | 46               |
| Font: Idescat               |                  |

Cal tenir en compte el següent:
- Dins la Campsa s'inclouen els nuclis d'Icomar i Riu Clar.
- Ferran inclou també Escorpí.
- Monnars inclou també Bonsol, Colls Majors, Entrepins, Florimar, Llevantina, els Pinars, Residencial Monnars, Sant Marc i Solimar.
- Els Montgons inclou també la Floresta i Parc Riu Clar.
- L'Arrabassada i la Savinosa inclou també Coves del Llorito, la Vall de l'Arrabassada, Mas d'en Morató i Vileta de Mar.
- Sant Pere i Sant Pau inclou també el Mas Corsini, el Mas del Frare, el Miracle, Sant Pere Sescelades, Pedrol, el Rodolat, Zona Educacional i els Quatre Garrofers.
- Sant Salvador inclou també Sant Ramon.
- Tamarit inclou també la Mora.
- Torreforta inclou també Campclar, la Granja, Verge del Pilar i Zona de l'Eixample.

## Zones
Malgrat l'anterior, l'Ajuntament de Tarragona treballa a partir d'11 «zones» que divideixen tot el terme municipal. Aquestes són:
1. Part Alta. Part del nucli de Tarragona.
2. Eixample de Tarragona. Part del nucli de Tarragona.
3. Barris Marítims. Part del nucli de Tarragona.
4. Nou Eixample Nord. Part del nucli de Tarragona. Inclou l'Oliva.
5. Nou Eixample Sud. Part del nucli de Tarragona.
6. Torreforta i barris adjacents. Inclou la Campsa, els Montgons i les Pinedes, però exclou Campclar.
7. Campclar. Se separa així de la resta de Torreforta.
8. Bonavista.
9. Sant Salvador.
10. Sant Pere i Sant Pau.
11. Barris de Llevant. Inclou l'Arrabassada i la Savinosa, Cala Romana, els Boscos de Tarragona, Monnars, Tamarit i Ferran.

## Districtes
Finalment, cal tenir en compte que les anteriors zones s'agrupen en els 5 districtes següents:. Els districtes es formen com a forma de consulta únicament i no com a desenvolupament administratiu de la Llei de grans ciutats ja que l'Ajuntament no ha demanat la seva inclusió a la Generalitat de Catalunya, com si va fer Reus.
- Ponent. Inclou Bonavista, Campclar i Torreforta i barris adjacents.
- Centre. Inclou els Barris Marítims, la Part Alta i l'Eixample de Tarragona.
- Eixample. Inclou el Nou Eixample Nord i el Nou Eixample Sud.
- Nord. Inclou Sant Pere i Sant Pau i Sant Salvador.
- Llevant. Inclou les Urbanitzacions de Llevant.